# Hugh Huxley
Hugh Esmor Huxley FRS (25 de fevereiro de 1924) é um biólogo britânico. Fez importantes descobertas na fisiologia do músculo.

## Vida
Ele era graduado em física pelo Christ's College, Cambridge. No entanto, sua educação foi interrompida por cinco anos pela Segunda Guerra Mundial, durante a qual serviu na Força Aérea Real. Sua contribuição para o desenvolvimento do radar lhe rendeu um MBE.
Huxley foi o primeiro aluno de doutorado do Laboratório de Biologia Molecular do Conselho de Pesquisa Médica de Cambridge, onde trabalhou em estudos de difração de raios X em fibras musculares. Na década de 1950, ele foi um dos primeiros a usar a microscopia eletrônica para estudar espécimes biológicos. Durante seu pós-doutorado no Massachusetts Institute of Technology, ele, com o colega pesquisador Jean Hanson, descobriu o princípio subjacente do movimento muscular, popularizado como a teoria dos filamentos deslizantes em 1954. Após 15 anos de pesquisa, ele propôs a "hipótese da ponte cruzada oscilante" em 1969, que se tornou a compreensão moderna da base molecular da contração muscular e de muitas outras motilidades celulares.
Huxley trabalhou na University College London por sete anos e no Laboratory of Molecular Biology por quinze anos, onde foi vice-diretor desde 1979. Entre 1987 e 1997, foi professor na Brandeis University em Massachusetts, onde passou o resto de sua vida como professor emérito.

## Livros
- John Finch; 'A Nobel Fellow On Every Floor', Medical Research Council 2008, 381 pp, ISBN 978-1840469-40-0; this book is all about the MRC Laboratory of Molecular Biology, Cambridge.